# Data Management Association
De Data Management Association (DAMA), formeel bekend als de Data Administration Management Association, is een wereldwijde non-profitorganisatie die zich inzet voor het bevorderen van kennis en best practices op het gebied van datamanagement. DAMA is onafhankelijk van leveranciers, wordt volledig draaiende gehouden door vrijwilligers en heeft leden uit zowel technische als zakelijke disciplines. De internationale tak staat bekend als DAMA International (DAMA-I), met diverse continentale en nationale afdelingen wereldwijd, waaronder een Nederlandse en een BeLux-afdeling.

## Geschiedenis
De eerste afdeling van DAMA werd in 1980 opgericht in Los Angeles. DAMA International werd halverwege de jaren 80 opgericht door een coalitie van verschillende bestaande DAMA-afdelingen. Oorspronkelijk heette de organisatie DAMA National, maar al snel werd de naam DAMA International. De vrijwilligersorganisatie koos haar eerste raad van bestuur in 1988. Andere vroege Amerikaanse afdelingen waren: San Francisco, Portland, Seattle, Minneapolis, New York en Washington D.C. DAMA stond aanvankelijk voor Data Administration Management Association; halverwege de jaren 90 werd de naam echter gewijzigd in Data Management Association International om een breder perspectief op data resource management te vertegenwoordigen.
DAMA organiseert jaarlijks een conferentie sinds 1989, toen het eerste symposium werd gehouden in Gaithersburg, Maryland. In 2001 was er op het 13e jaarlijkse symposium een recordaantal van meer dan 1000 datamanagementprofessionals uit 24 landen. Het symposium had plaats in Anaheim, Californië. In 1996 vond de eerste Australische DAMA-conferentie plaats in Melbourne en in 2000 hielden we de eerste DAMA Europe-conferentie in Londen. Vandaag de dag is het jaarlijkse symposium het belangrijkste internationale evenement voor de datamanagementsector.
In 2003 zette DAMA International een strategische koers uit om het voortouw te nemen in de ontwikkeling van een professionele discipline op het gebied van databeheer. Een van de taken in deze strategische koers was de oprichting van DAMA International Foundation. Deze taak werd begin 2004 voltooid.

## Missie en Visie
DAMA streeft naar het bevorderen van de hoogste professionele standaarden in datamanagement en faciliteert kennisdeling en best practices onder datamanagementprofessionals. De organisatie biedt diverse lidmaatschapsniveaus, waaronder individuele, zakelijke en studentenlidmaatschappen, en organiseert evenementen, conferenties en webinars om samenwerking en continue educatie te bevorderen. 

## Data Management Body of Knowledge (DAMA-DMBOK)
De Data Management Body of Knowledge (DAMA-DMBOK) is een alomvattend raamwerk dat de kernprincipes, best practices en disciplines van datamanagement definieert. Ontwikkeld door DAMA International, biedt het een gestructureerde gids voor professionals, organisaties en opleiders om effectief datamanagement te begrijpen, implementeren en continu te verbeteren.

### Versies
De eerste editie (DAMA-DMBOK) werd gepubliceerd op 1 november 2009. De tweede editie (DAMA-DMBOK2) werd gepubliceerd op 1 juli 2017. De herziene tweede editie (DAMA-DMBOK2 rev.2) werd gepubliceerd op 19 maart 2024. Sinds juni 2025 wordt gewerkt aan DAMA-DMBOK 3.0, een project dat tot doel heeft het raamwerk te moderniseren en uit te breiden om in te spelen op opkomende disciplines zoals AI-governance, duurzaamheid en data-ethiek. Het project streeft naar wereldwijde samenwerking en inclusiviteit door feedback en inzichten van data-practitioners, academici en industrie-experts wereldwijd te integreren.

### Kernprincipes
De DAMA-DMBOK hanteert enkele fundamentele principes die richting geven aan effectief datamanagement:
- Holistisch beheer van data: Alle aspecten van datamanagement worden in samenhang en onderlinge afhankelijkheid benaderd. Dit principe benadrukt dat data niet geïsoleerd moet worden beheerd, maar als integraal onderdeel van de gehele organisatie.
- Kwaliteit en integriteit: Het waarborgen van de kwaliteit en integriteit van data staat centraal. Dit omvat het streven naar nauwkeurige, consistente, volledige en betrouwbare gegevens die voldoen aan de behoeften van gebruikers en de vereisten van wet- en regelgeving.
- Beleids- en procesgerichtheid: Datamanagement wordt gestuurd door duidelijk gedefinieerd beleid en gestandaardiseerde processen. Het doel is om data duurzaam, efficiënt en in overeenstemming met interne en externe normen te beheren.

### Kerngebieden
DAMA-DMBOK is georganiseerd rond elf functionele gebieden, ook wel "Knowledge Areas" genoemd:
- Data Governance: Beleid, procedures en verantwoordelijkheden voor het beheren van data als een waardevol bezit.
- Data Architecture: Ontwerp en onderhoud van de structurele kaders voor data.
- Data Modeling and Design: Ontwikkeling van datamodellen ter ondersteuning van bedrijfsoperaties en analyses.
- Data Storage and Operations: Beheer van gegevensopslagsystemen en -operaties.
- Data Security: Bescherming van data tegen ongeautoriseerde toegang en inbreuken.
- Data Integration and Interoperability: Zorg voor naadloze datastromen tussen systemen.
- Data Quality Management: Zorg voor nauwkeurige, volledige en betrouwbare data.
- Reference and Master Data: Beheer van consistente en gezaghebbende data.
- Data Warehousing and Business Intelligence: Ondersteuning van analyses en rapportages.
- Metadata Management: Beheer van data over data voor verbeterde vindbaarheid en herkomst.
- Data Lifecycle Management: Beheer van data vanaf creatie tot verwijdering.

### Toepassing en Belang
DAMA-DMBOK dient als een universele referentie voor dataprofessionals, waardoor organisaties effectieve en gestandaardiseerde datamanagementpraktijken kunnen implementeren. Het raamwerk ondersteunt organisaties bij het integreren van datamanagement in bedrijfsdoelstellingen, het waarborgen van naleving van regelgeving en het verbeteren van operationele efficiëntie. Daarnaast vormt het de basis voor certificeringen zoals de Certified Data Management Professional (CDMP) en andere educatieve programma's. 

### Certificeringen en Training
DAMA biedt verschillende professionele certificeringen aan om de kennis en vaardigheden van individuen in datamanagement te valideren. De Certified Data Management Professional (CDMP) certificering is een van de meest erkende kwalificaties in de industrie. De CDMP Associate, CDMP Practitioner en CDMP Master zijn verschillende certificeringsniveaus, maar vormen geen doorgroeimogelijkheden.
- CDMP Associate: Als u slaagt voor het Data Management Fundamentals-examen met 60% tot 69%, ontvangt u de CDMP Associate-certificering. Dit CDMP-niveau is geen volledige CDMP-certificering, maar is bedoeld als stimulans voor iedereen die data gebruikt, maar geen specialist is. De CDMP Associate-certificering verloopt na drie jaar en kan niet worden verlengd. U moet het Data Management Fundamentals-examen opnieuw afleggen.
- CDMP Practitioner: Als u slaagt voor het Data Management Fundamentals-examen met 70% tot 79%, ontvangt u automatisch de CDMP Associate-certificering. U komt ook in aanmerking voor het afleggen van twee specialistenexamens, die u met een score van meer dan 70% moet behalen om de volledige CDMP Practitioner-certificering te behalen.
- CDMP Master: Een CDMP Master-certificering is een erkenning van zowel kennis als ervaring. Om meer dan 80% te behalen op alle drie de examens, moet je je kennis toepassen. DAMA International vereist bewijs dat je minimaal tien jaar ervaring hebt met data.

Daarnaast biedt DAMA trainingsprogramma's en educatieve bronnen om professionals voor te bereiden op certificeringen en hun expertise in datamanagement te vergroten.

## Vergelijking met andere framewerken
De DAMA DMBoK-, DCAM- en ISO 38505-framewerken bieden elk hun eigen voordelen voor datagovernance en spelen in op verschillende organisatorische behoeften en volwassenheidsniveaus.
- DCAM: Ontwikkeld door de Enterprise Data Management (EDM) Council, richt DCAM zich op het beoordelen en verbeteren van datamanagementcapaciteiten. Het benadrukt het afstemmen van datamanagement op bedrijfsdoelen en naleving van regelgeving.
- ISO 38505 is een onderdeel van de ISO/IEC 38500-serie en biedt richtlijnen voor data governance op strategisch niveau, met de nadruk op afstemming op organisatiedoelen, ethisch datagebruik en risicomanagement.